# Steglitzer Kreisel

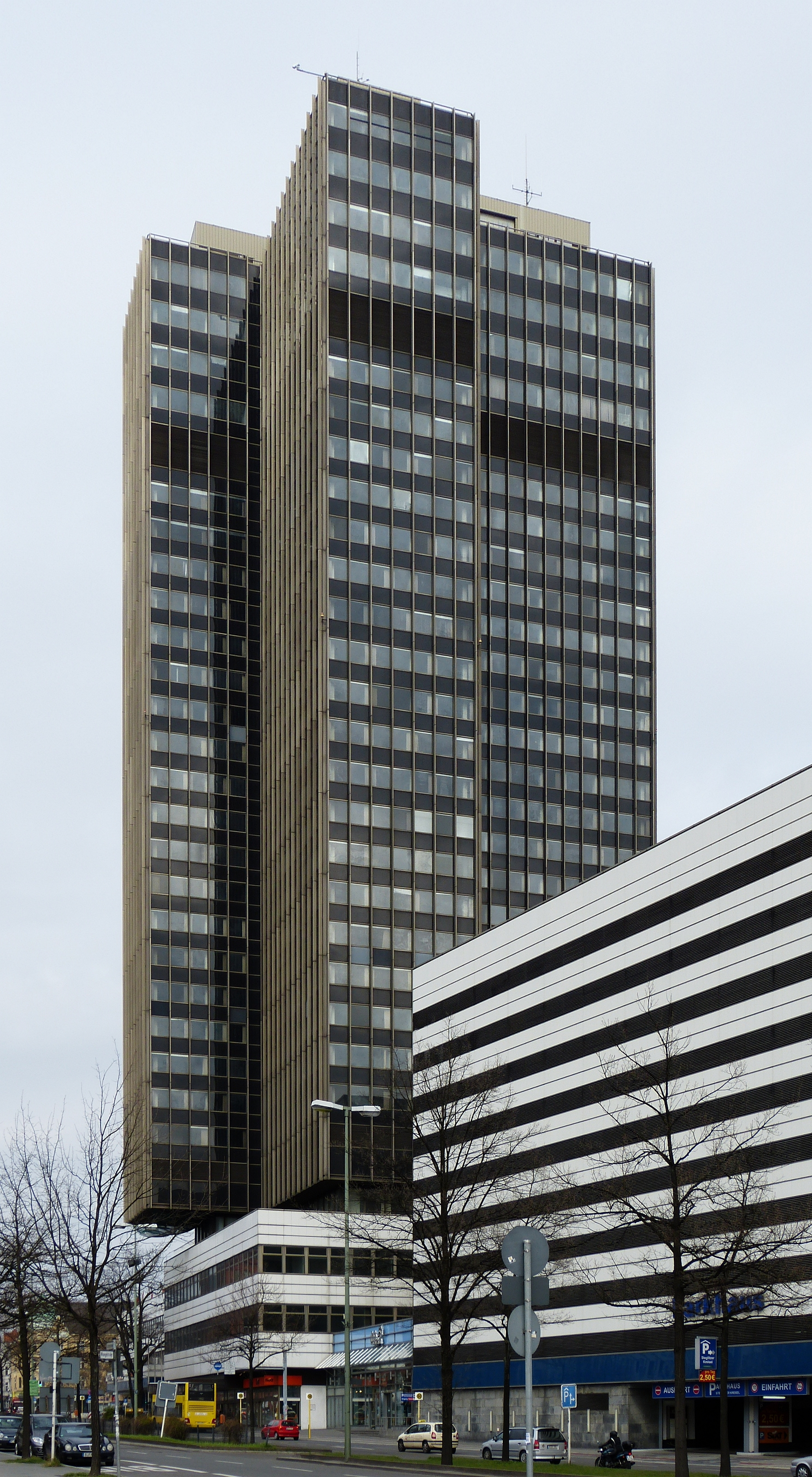
Steglitzer Kreisel, 2012

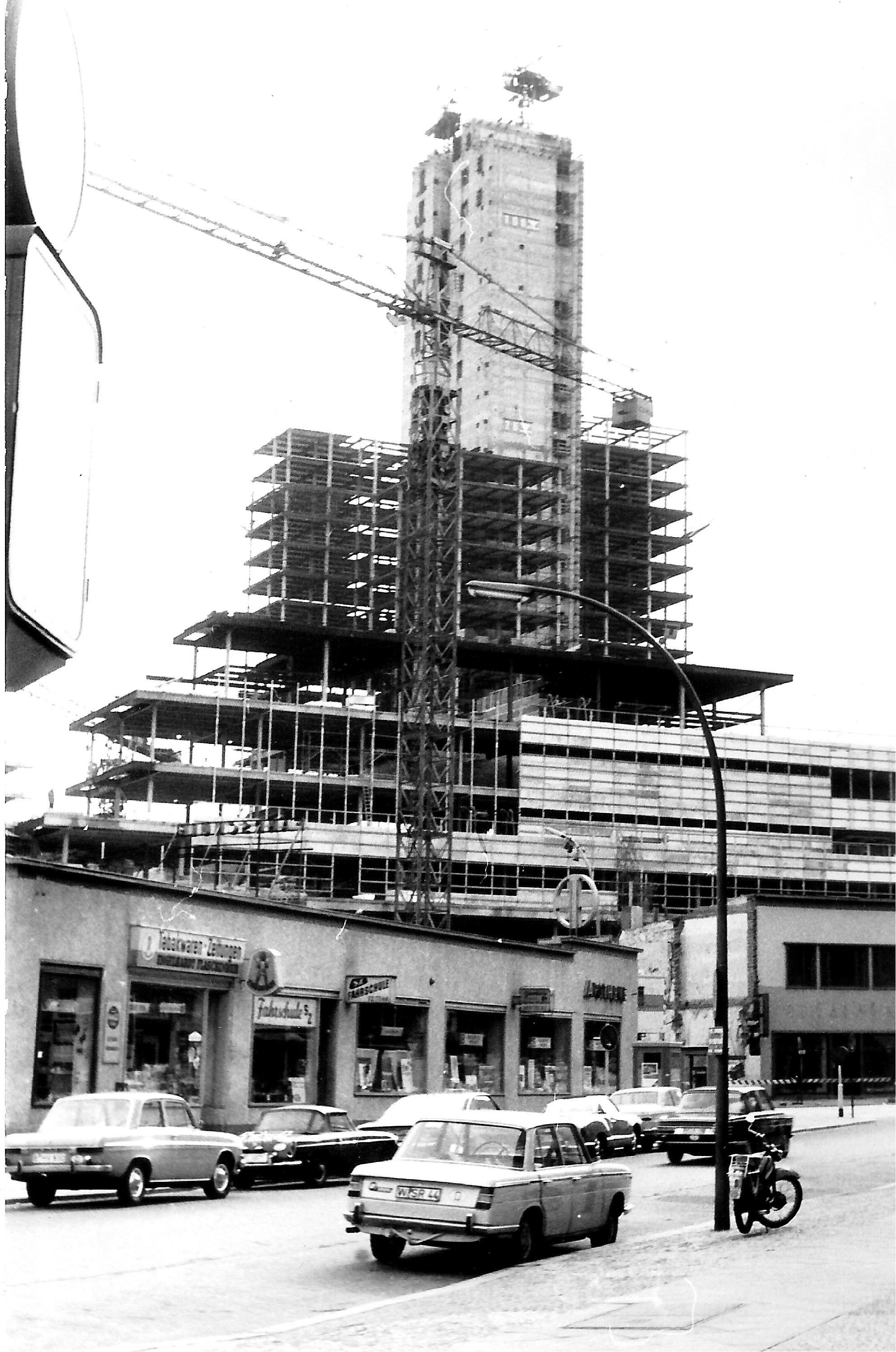
Baustelle Steglitzer Kreisel, 1973

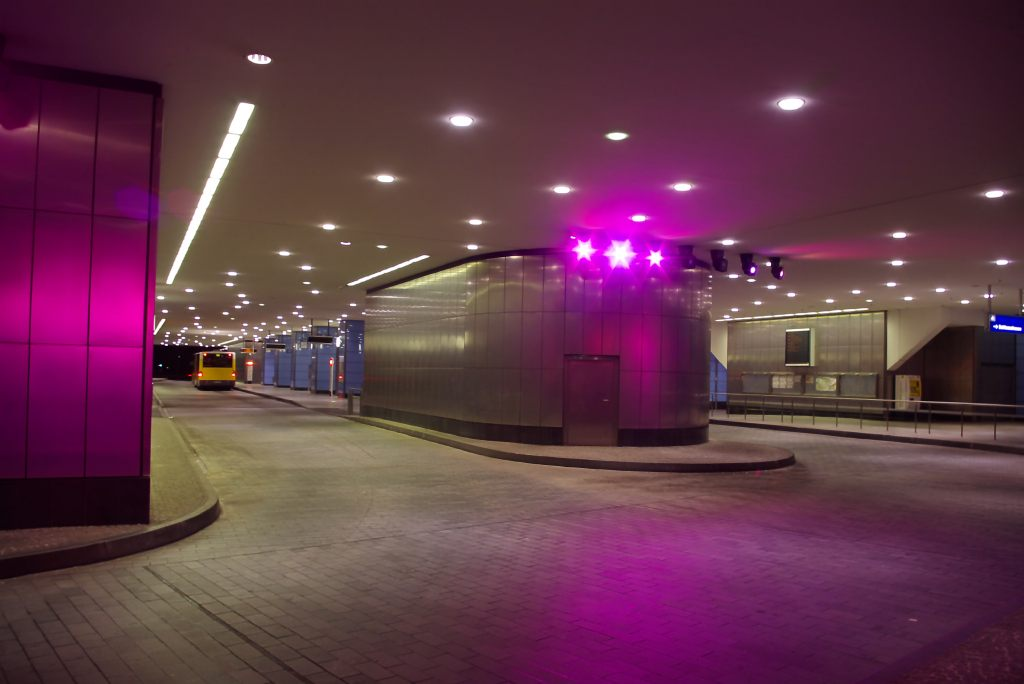
Busbahnhof im Steglitzer Kreisel bei Nacht

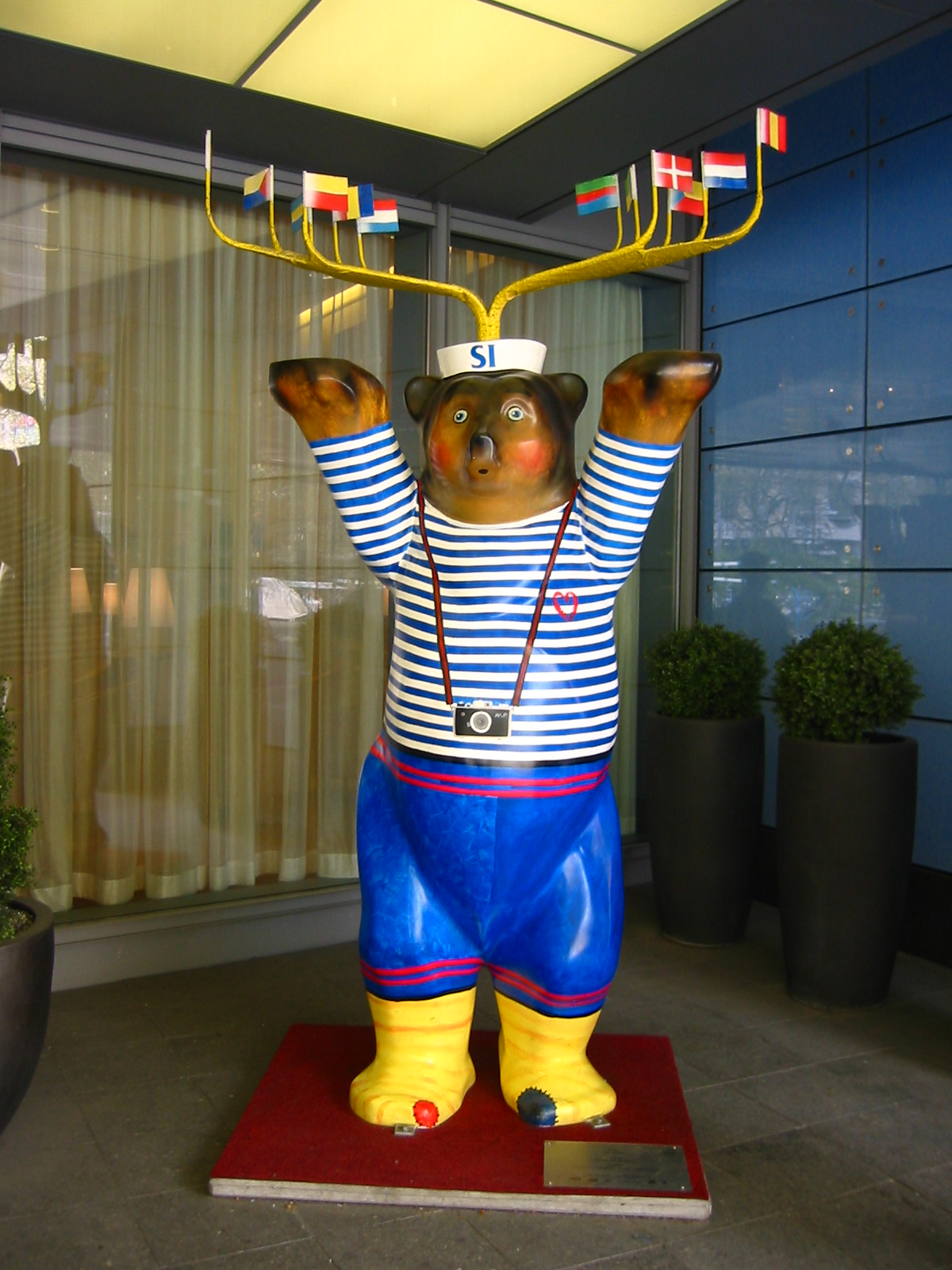
Der SI-Buddy Bär vor dem Hotel im Komplex des Steglitzer Kreisel

Der Steglitzer Kreisel ist ein Gebäudekomplex mit Hochhaus aus den 1970er Jahren im Berliner Ortsteil Steglitz im südlichen Bereich der Schloßstraße schräg gegenüber dem Rathaus Steglitz.
Den Hauptteil des Komplexes bildet ein 120 m hohes vormaliges Verwaltungsgebäude mit 30 Etagen, eines der höchsten Hochhäuser von Berlin, in dem das Bezirksamt Steglitz-Zehlendorf bis Ende 2007 untergebracht war und das seitdem leersteht. Das Sockelgebäude beherbergt zudem noch einen Busbahnhof der BVG mit Zugang zum U-Bahnhof Rathaus Steglitz, ein Hotel und zahlreiche Ladenlokale; ein Parkhaus schließt sich an. Seit 2015 befindet sich das Gebäude im Umbau in ein Wohnhochhaus, wegen andauernder Probleme wird inzwischen in den Medien von einer „Bauruine“ gesprochen.

## Planung und Bau
Mit dem Bau des Kreisels wurde im Jahr 1968 nach Plänen der Architektin Sigrid Kressmann-Zschach begonnen. Die veranschlagten Kosten von 180 Millionen DM wurden teilweise vom Berliner Senat, teilweise von der Bauträgergesellschaft Avalon der Architektin getragen. Die Bauarbeiten wurden 1974 wieder eingestellt (siehe unten).
Nachdem zwischenzeitlich bereits über eine Sprengung der Bauruine nachgedacht worden war, wurde das Gebäude im Jahr 1977 von Becker & Kries ersteigert, die den Kreisel für 95 Millionen DM fertigstellten. Nach Fertigstellung im September 1980 beliefen sich die Baukosten für den Kreisel auf 323 Millionen DM (kaufkraftbereinigt in heutiger Währung: rund 425 Millionen Euro). Bis zum Verkauf des Sockels im Jahr 2015 befand sich der Steglitzer Kreisel im Eigentum der Gemeinschaft Becker & Kries (Eigentümer des Sockels) und des Landes Berlin (Eigentümer des Turms).
Da nach Fertigstellung des Hochhauses kein Mieter für die Büros gefunden werden konnte, zog schließlich das Bezirksamt Steglitz dort ein. Die Arbeitsgemeinschaft (Arge) BV: Steglitzer Kreisel bestand aus den Unternehmen Anton Schmittlein Bauunternehmung, Wiemer & Trachte, F.C. Trapp, Siemens-Bauunion, Heibus Bauunternehmung und Sager & Woerner.
Gerüchteweise wird kolportiert, dass im Parkhaus eine Zivilschutzanlage für einen Teil der Angehörigen der amerikanischen Streitkräfte eingebaut wurde. Die Architektin Kressmann-Zschach hatte eine derartige Anlage auch im Zusammenhang mit ihrem Projekt Ku’damm-Karree erstellt.

## Geschichte des Grundstücks
Das heutige Grundstück des Steglitzer Kreisels war früher der südliche Teil des Gutsdorfs Stegelitz, das sich bis zum Bau der ersten gepflasterten Straße Preußens, der späteren Reichsstraße 1 (danach: Bundesstraße 1), 1792 in einer abgelegenen Randlage befand. Hier standen vier Häuser. 1801 kaufte Carl Friedrich von Beyme das Gutsdorf und hob 1806 die Erbuntertänigkeit der Bauern auf, sodass das Gelände zu Bauernland wurde.
Im Jahr 1828 oder 1831 gründete Carl Stephani an der Albrechtstraße einen Gasthof. Im Juni 1840 wurde auf seinem Gelände auch das Steglitzer Eisenbahn-Theater eröffnet. Auf der in einem achteckigen Holzhaus eingerichteten Bühne wurden Lust- und Singspiele aufgeführt, unter anderem gastierte hier der damals berühmte Karl Unzelmann. Das Theater bestand nur zwei Jahre lang.
Die Gastwirtschaft wurde ab 1863 von Karl Friedrich Wilhelm Albrecht übernommen und unter dem Namen Albrechtshof weitergeführt. Nach einer Quelle soll bereits in diesem Jahr sogar „ein Mehrzweckbau mit Hotel, Restaurant und Theater“ erbaut worden sein, vermutlich beschränkten sich die ersten Baumaßnahmen aber auf Gartenhalle und Orchesterbühne. Im Jahr 1871 pflanzte Albrecht eine Eiche, die heute noch steht. Der Albrechtshof wurde erst 1904/1905 durch den Bau des mehrgeschossigen Hauses Schloßstraße 82/83 wesentlich erweitert. Seit 1912 gab es hier auch das Kino Albrechtshof-Lichtspiele mit 700 Plätzen.
Der übrige Teil des Grundstückes blieb bäuerlich geprägt. Auf einem Foto von 1904 sind die einfachen Bauernhäuser der Berlinickes an der Schloßstraße zu sehen, während hinter der Bahnlinie im Bereich der Berlinickestraße bereits mehrgeschossige Wohnhäuser stehen. Noch 1936 wurden im Albrechtshof von der Gaststätte zwölf Schweine sowie 500–600 Hühner gehalten, Anwohner der direkt gegenüberliegenden Häuser Kuhligkshofstraße 3–5 beschwerten sich deswegen über die Geräuschbelästigung und den „Gestank“. Das Kino wurde nach schweren Beschädigungen im Zweiten Weltkrieg 1948 in vereinfachter Form mit nur noch 480 Plätzen wiedererrichtet und bestand bis 1967. Danach wurden alle Gebäude abgerissen.
Der Steglitzer Kreisel wurde auf dem Block der ehemaligen Grundstücke Schloßstraße 71–85, Albrechtstraße 1–6, Kuhligkshofstraße 1–25 und Birkbuschstraße 96–98 errichtet, abzüglich eines südlichen Teilbereichs, auf dem die Westtangente gebaut wurde. Die Albrechtstraße und die Kuhligkshofstraße wurden verbreitert und zum Block hin verschwenkt, sodass Raum für eine Vergrößerung des Hermann-Ehlers-Platzes bzw. die Autobahn entstand. Auch die Schloßstraße wurde verbreitert. Lediglich die im Jahr 1871 von Albrecht vor dem Grundstück Schloßstraße 81 gepflanzte Friedenseiche blieb stehen und steht bis heute dort. Die übrigen heute für den Gebäudekomplex verwendeten Hausnummern Schloßstraße 78–82, Albrechtstraße 1–3 und Kuhligkshofstraße 1–4 wurden völlig neu verteilt.

## Kreisel-Affäre
Das Projekt geriet schon bald nach Baubeginn durch steigende Baukosten in die Schlagzeilen. Im Jahr 1974 musste die Bauträgergesellschaft Insolvenz anmelden, woraufhin die Bauarbeiten eingestellt wurden. Aufgrund einer Bürgschaft in Höhe von 42 Millionen DM (kaufkraftbereinigt in heutiger Währung: rund 71 Millionen Euro) musste der Berliner Senat für die Schulden der Architektin Sigrid Kressmann-Zschach aufkommen. Finanzsenator Heinz Striek (SPD) und Bausenator Rolf Schwedler (SPD) hatten dem Bauprojekt leichtfertig vertraut und die Bürgschaft unterzeichnet. Zudem waren 35 Millionen DM für die Verkehrsbauten im Kreisel versprochen worden und Mittel bereits geflossen.
Die Staatsanwaltschaft ermittelte in diesem Zusammenhang wegen des Verdachts des Betruges gegen die Architektin Sigrid Kressmann-Zschach, musste die Ermittlungen aber im Jahr 1975 ergebnislos einstellen. Ebenfalls ohne Ergebnis musste der parlamentarische Untersuchungsausschuss seine Arbeit einstellen, der gegen Heinz Striek und Rolf Schwedler ermittelte. Striek musste 1975 zurücktreten. Der Oberfinanzpräsident der Oberfinanzdirektion Berlin, Klaus Arlt, der Kressmann-Zschach beruflich half und ihr auch privat nahestand, wurde vom Amt suspendiert.

## Asbestbelastung
Im Mai 1990 geriet der Kreisel, inzwischen ein Steglitzer Wahrzeichen, erneut in die Schlagzeilen, da Asbestfunde im Bürohochhaus bekannt wurden. Diese wurden allerdings nur bei auftretenden Schäden und somit auch nur partiell beseitigt. Dieses Verfahren hatte zur Folge, dass bis zum Oktober 2004 ein Gutachten erstellt werden musste. Die Gutachter kamen zu dem Ergebnis, dass
- spätestens 2007 Teile des Hochhauses gesperrt werden müssten,
- wegen der Lage der Technikzentrale und der Rettungswege eine Teilnutzung während der Sanierung ausgeschlossen sei,
- die Kosten für eine Sanierung bei 82–84 Millionen Euro liegen würden und
- ein Neubau an anderer Stelle für lediglich 41,5 Millionen Euro möglich wäre.

Bis zum Juni 2005 wurden zwei weitere Gutachten erstellt. Aus ihnen geht hervor, dass
- der Büroturm Ende 2007 geschlossen werden muss, falls bis dahin keine vollständige Asbestsanierung erfolgt sei und
- die Sanierungskosten sich auf 75 Millionen Euro belaufen sollen.

Das Immobilienunternehmen Becker & Kries bot an, die Kosten zu übernehmen und die Sanierung allmählich durchzuführen, wenn der Kreisel weiterhin durch das Bezirksamt genutzt werden würde.
Der Leerstand des Steglitzer Kreisels ab 2007 kostete den Berliner Senat (bis zur Veräußerung im Jahr 2017) jährlich mehr als 700.000 Euro (Stand: 2012).
Im Juni 2013 wurde von der Senatsverwaltung für Finanzen bekannt gegeben, dass die Kosten der Asbestsanierung infolge einer EU-weiten Ausschreibung und des „durchdachten Sanierungskonzepts“ von ursprünglich veranschlagten 31 Millionen Euro auf voraussichtlich 20 Millionen Euro gesenkt werden können. Nach Ende der im Auftrag des Landes Berlin durchgeführten Asbestsanierung im Jahr 2016 wurden die tatsächlichen Kosten auf 18,5 Millionen Euro beziffert.

## Nutzungspläne bis 2015

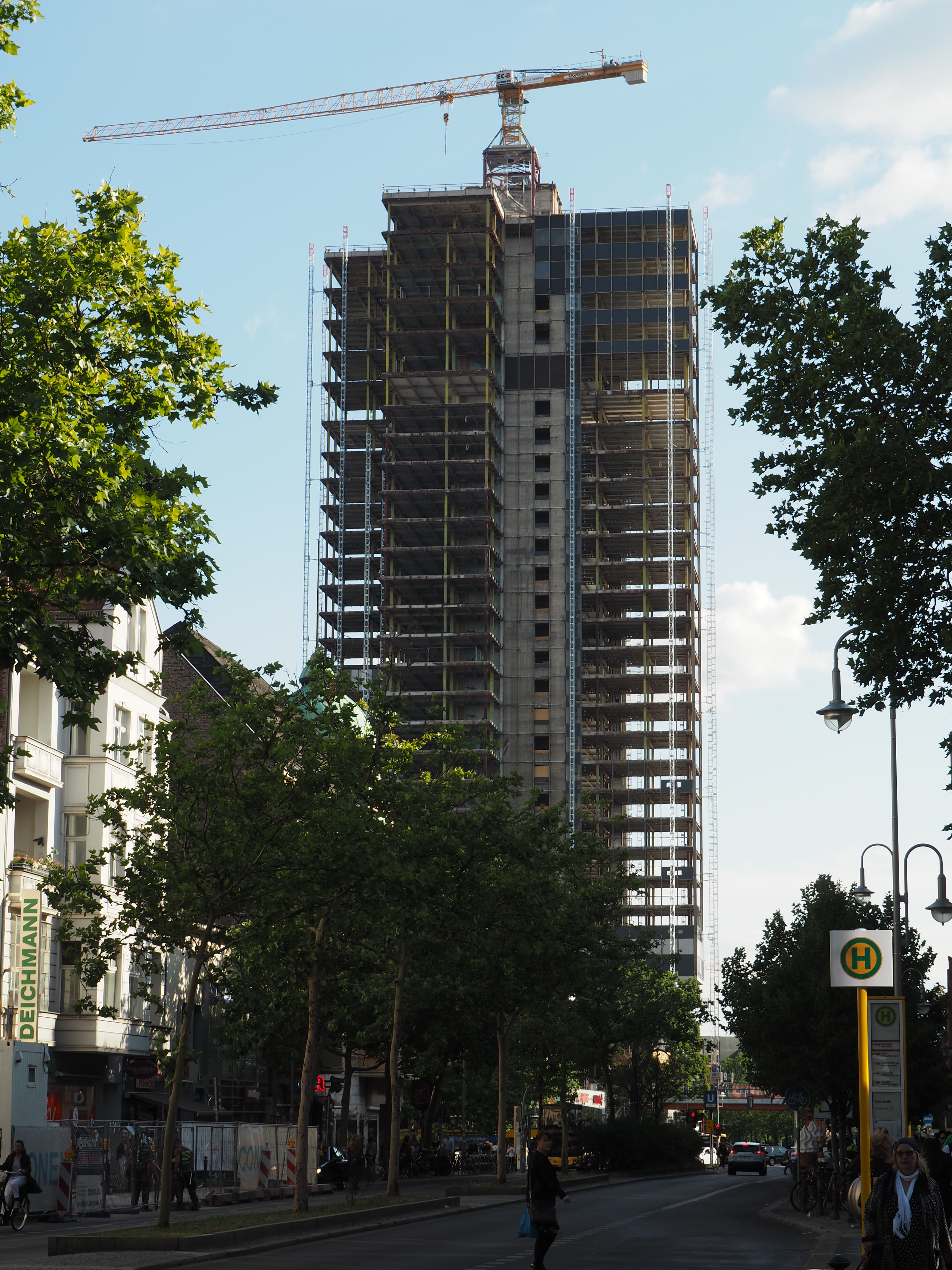
Entkerntes Gebäude, Juli 2019

Der Berliner Senat beschloss am 27. Juni 2006, das Bürohochhaus aufzugeben und die dort beschäftigten Mitarbeiter des Bezirksamtes Steglitz-Zehlendorf in anderen landeseigenen Immobilien unterzubringen. Zum 23. November 2007 war das Haus daher geräumt worden. Die zwei Jahre dauernden Sanierungsarbeiten hätten 2009 beginnen sollen, nachdem die Berliner Finanzverwaltung und der Liegenschaftsfonds nochmals vergeblich versucht hatten, das Gebäude im unsanierten Zustand zu verkaufen. Die weitere Nutzung blieb ungeklärt; neben dem Verkauf an private Investoren war ein Abriss zwar nicht auszuschließen gewesen, war in der Öffentlichkeit jedoch sehr umstritten.
Gemeinsam mit dem Immobilienunternehmen Becker & Kries überlegte der Senat im Jahr 2010, den Steglitzer Kreisel im März 2010 auf der internationalen Immobilienmesse MIPIM in Cannes zum Verkauf anzubieten. Die Kosten für die zuvor nötige Beseitigung des Asbests allein wurden zu diesem Zeitpunkt auf 31,2 Millionen Euro geschätzt.
Am 11. November 2010 wurde bekannt, dass es zwei Kaufinteressenten gebe: Einer wolle den Kreisel nur saniert kaufen, der andere wolle zwar die Sanierung übernehmen, dafür aber vom Land Berlin eine Kostenbeteiligung erhalten.
Die Berliner Zeitung meldete am 11. August 2011, dass die Sanierung des Steglitzer Kreisels ab „Sommer nächsten Jahres beginnen und im ersten Halbjahr 2015 abgeschlossen sein“ solle. In einem ersten Schritt hatte die BIM Berliner Immobilienmanagement dazu nach einer Ausschreibung einen Generalplaner ausgewählt, der die Sanierung managen sollte. Die Arbeitsgemeinschaft K5 Arge Generalplanung Steglitzer Kreisel, zu der Unternehmen aus den Bereichen Hochbau, Haustechnik, Statik und Schadstoffsanierung gehören, bekam daraufhin den Zuschlag für die Planung der Asbestsanierung des Steglitzer Kreisels. Was nach der Sanierung mit dem Bauwerk geschehen solle, blieb allerdings noch offen.
Der Architekt Gert Eckel unterbreitete im Februar 2012 dem Stadtentwicklungssenator einen neuen Vorschlag zur Nutzung des asbestverseuchten Gebäudes, an dem dieser sich „sehr interessiert gezeigt“ hatte. Demzufolge sollte das Gebäude befristet auf 15 Jahre als kleinräumiges Lagerhaus, für Ateliers von bildenden Künstlern und als Begegnungsstätte der jüdischen Kultur mit Restaurant genutzt werden. Die Außenfassade sollte abends mit Laserlicht und LED-Technik künstlerisch gestaltet werden.

## Geplante Umgestaltung durch die CG Gruppe
Anfang 2015 wurde bekannt, dass der Senat plante, den Turm an die CG Gruppe zu verkaufen. Anfänglich gab es dabei Probleme, da die CG Gruppe bereits den Sockel des Turms vom Voreigentümer Becker & Kries für einen Kaufpreis von 45 Millionen Euro erworben hatte und an diesem ebenfalls Baumaßnahmen notwendig gewesen wären, sofern eine Asbestsanierung und eine Verbesserung des Brandschutzes stattgefunden hätten. Hätte man den Turm also verkauft, wäre eine Sanierung nicht möglich gewesen. Die CG Gruppe meldete sich als möglicher Käufer, doch anfangs gingen Gerüchte um, wonach das Unternehmen kein Geld für die Sanierung des Turms habe. Das hätte dazu geführt, dass der Turm weiterhin unbenutzt bliebe. Später stimmte das Land Berlin dann aber doch dem Erwerb des Turms durch die CG Gruppe zu. Am 30. Juni 2017 übergab das Land Berlin den Turm an den neuen Eigentümer (Kaufpreis: 21 Millionen Euro).
Nach den Planungen der CG Gruppe sollen in dem ehemaligen Büroturm 330 Eigentumswohnungen entstehen und zu diesem Zweck allein in den Turm 180 Millionen Euro investiert werden. Nach einer Komplettsanierung sollte der Umbau des Turms Ende 2020[veraltet] fertiggestellt sein. Neuere Pläne gingen jedoch von einer Fertigstellung von zunächst Anfang 2022, und dann 2024 aus. Die Entwürfe und Umbaupläne stammen vom Leipziger Architekturbüro Fuchshuber Architekten, das bereits zahlreiche andere (Groß-)Bauprojekte in Berlin geplant und begleitet hat. Für die Vermarktung des Hochhauses wurde der Begriff „ÜBerlin Tower“ erfunden.
Auch die Sockelgebäude sollen abgerissen und neugebaut werden. Der neue Sockel soll eine Außenhülle aus Glas und Stein bekommen. Es soll Platz für Einzelhandel, Büros und ein Ärztehaus geben. Außerdem soll ein neues Hotel Platz bekommen. Die Neubauten sollen 2025 fertiggestellt sein. Allerdings wurde im Februar 2022 bekannt, dass der Investor Adler Group den Sockel abstoßen will.
Auch der BVG-Bushof und der Hermann-Ehlers-Platz sollen zusammenhängend umgestaltet werden.
Im März 2025 wurde bekannt, dass Teile des Gebäudes als Kältehilfe-Einrichtung benutzt werden sollen.

## Sonstiges
An der Schloßstraße direkt neben dem Steglitzer Kreisel steht die Friedenseiche, ein Berliner Naturdenkmal.

### Aussichtspunkt

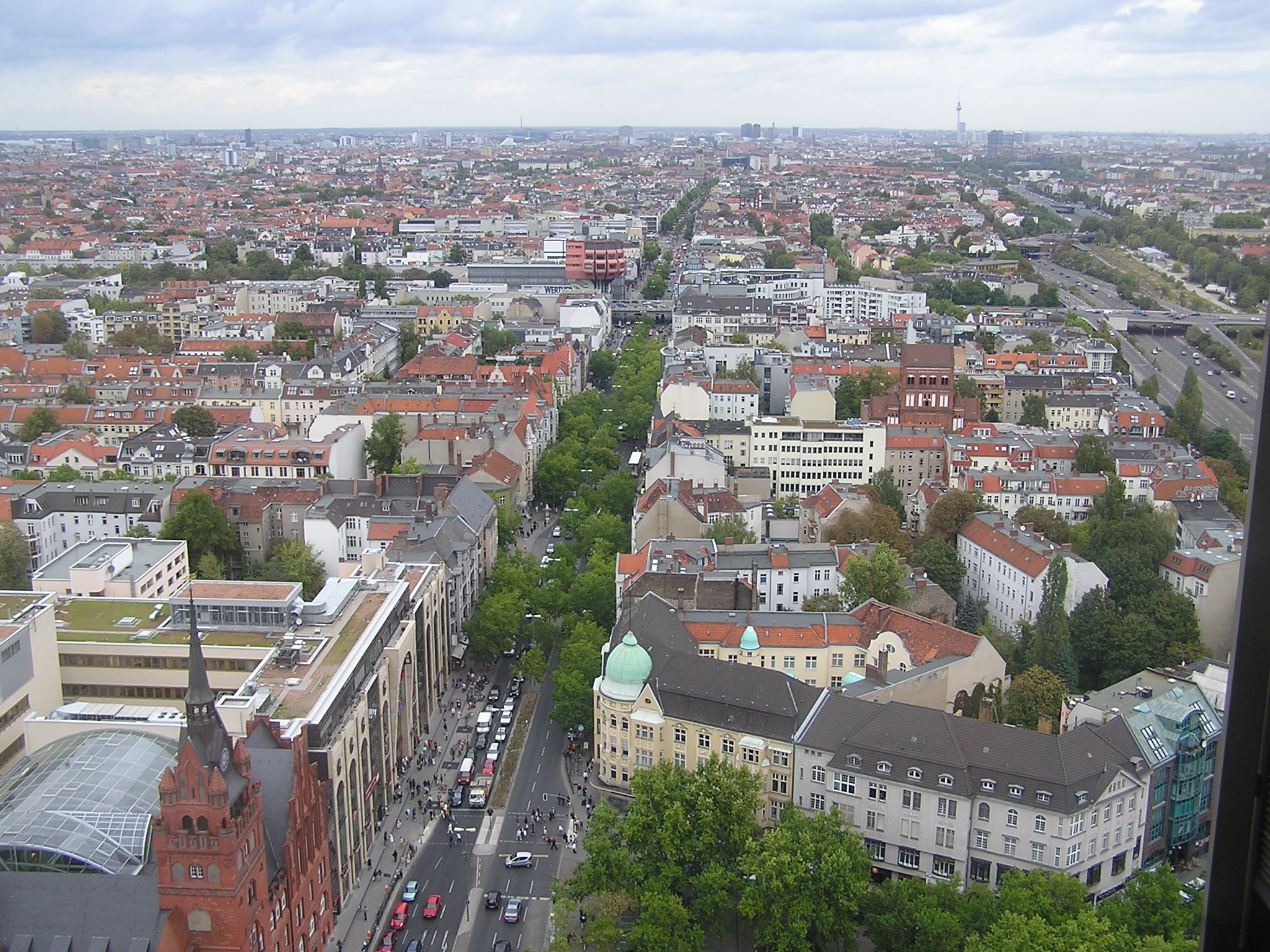
Blick vom Kreisel über die Schloßstraße Richtung Norden, 2006

In der 24. Etage des Kreisels befand sich bis zum 2. November 2007 eine Kantine, von der man bei klarer Sicht den freien Blick nach Norden auf die Berliner Innenstadt mit vielen Sehenswürdigkeiten bis an die nördliche Stadtgrenze hatte; von der Cafeteria blickte man in Richtung Südwesten bis zum Hohen Fläming.

### Nutzung als Drehort
Das Bürogebäude wurde 1984 als Außenkulisse im Kinofilm Didi – Der Doppelgänger mit Dieter Hallervorden für das fiktive Millionenunternehmen ‚Immer International‘ genutzt. 
Die im Mai 2018 ausgestrahlte ARD-Reportage Ungleichland zeigt den Steglitzer Kreisel als Illustration des Berliner Wohnungsbaus und Immobilienmarktes.